# Quam graviter
Quam graviter è una enciclica di papa Clemente XIII, datata 25 giugno 1766, e scritta all'Episcopato francese, nella quale il Pontefice si lamenta di alcune decisioni adottate contro la Chiesa dal governo francese, che si era avvalso la facoltà di riconoscere o annullare « qualunque decreto della Chiesa circa la Fede o la disciplina o le norme di comportamento », ed esorta i Vescovi a chiedere aiuto al Re.

## Fonte
- Tutte le encicliche e i principali documenti pontifici emanati dal 1740. 250 anni di storia visti dalla Santa Sede, a cura di Ugo Bellocci. Vol. II: Clemente XIII (1758-1769), Clemente XIV (1769-1774), Pio VI (1775-1799), Pio VII (1800-1823), Libreria Editrice Vaticana, Città del Vaticano 1994.